# قائمة الصينيين الحاصلين على جائزة نوبل

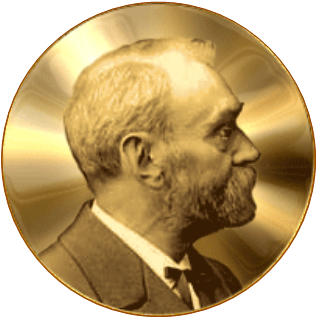
شعار جائزة نوبل.

منذ عام 1957، كان هناك ثمانية جوائز من جوائز نوبل من نصيب أشخاص من الصين وهذه هي قائمة الحائزين على جائزة نوبل والذين هم إما من أصل صيني أو ولدوا في الصين.

## الحاصلين على جائزة نوبل من قومية الهان
فيما يلي أسماء الحائزين على جائزة نوبل للأشخاص الذي كانوا مواطنين صينيين في وقت منح جائزة نوبل.
| السنة | الحائز على جائزة | الحائز على جائزة | المجال                    |
| ----- | ---------------- | ---------------- | ------------------------- |
| 1957  |                  | تشين يانج        | الفيزياء                  |
| 1957  |                  | تسونج لي         | الفيزياء                  |
| 1998  |                  | دانيل تسوي       | الفيزياء                  |
| 2000  |                  | جاو كسينغجيان    | الأدب                     |
| 2009  |                  | تشارلز كاو       | الفيزياء                  |
| 2010  |                  | ليو شياوبو       | السلام                    |
| 2012  |                  | مو يان           | الأدب                     |
| 2015  |                  | تو يويو          | علم وظائف الأعضاء أو الطب |

فيما يلي أسماء الأشخاص الحائزين على جائزة نوبل والذين تايوانيين المولد ويحملون الجنسية التايوانية والأمريكية.
| السنة | الحائز على الجائزة | الحائز على الجائزة | المجال   |
| ----- | ------------------ | ------------------ | -------- |
| 1986  |                    | يوان تسي لي        | الكيمياء |

الصينيون الحائزين على جائزة نوبل والذين يعتبرون مولودون في أمريكا ويحملون الجنسية الأمريكية.
| السنة | الحائزة على الجائزة | الحائزة على الجائزة | المجال   |
| ----- | ------------------- | ------------------- | -------- |
| 1976  |                     | صمويل تينج          | الفيزياء |
| 1997  |                     | ستيفن تشو           | الفيزياء |
| 2008  |                     | روجر تسيان          | الكيمياء |

## الحائزين على جائزة نوبل من غير قومية الهان
| السنة | الحائز على الجائزة | الحائز على الجائزة | المجال | سنة الميلاد | مكان الولادة              | الإقامة في وقت إستلام الجائزة |
| ----- | ------------------ | ------------------ | ------ | ----------- | ------------------------- | ----------------------------- |
| 1989  |                    | تينزن غياتسو       | السلام | 1935        | تاكتسير، تشينغهاي، الصين. | الهند                         |

## الحائزين على جائزة نوبل لكن ليسوا صينين بل ولدوا في الصين فقط
| السنة | الحائزة على الجائزة | المجال                    | سنة الميلاد | مكان الميلاد            | الانتماء في وقت إستلام الجائزة |
| ----- | ------------------- | ------------------------- | ----------- | ----------------------- | ------------------------------ |
| 1956  | والتر براتين        | الفيزياء                  | 1902        | شيامن, الصين            | بيكمان كولتر, الولايات المتحدة |
| 1992  | إدموند فيشر         | علم وظائف الأعضاء أو الطب | 1920        | شانغهاي, الصين          | جامعة واشنطن, الولايات المتحدة |
| 2010  | أي إيتشي نيجيشي     | الكيمياء                  | 1935        | تشانغتشون، جيلين, الصين | جامعة بيردو, الولايات المتحدة  |